# Rue Chevreul
La rue Chevreul est une voie du 11e arrondissement de Paris, en France.

## Situation et accès
La rue Chevreul est une voie publique située dans le 11e arrondissement de Paris. Elle débute au 2, rue des Boulets et se termine au 72, rue de Montreuil.

## Origine du nom

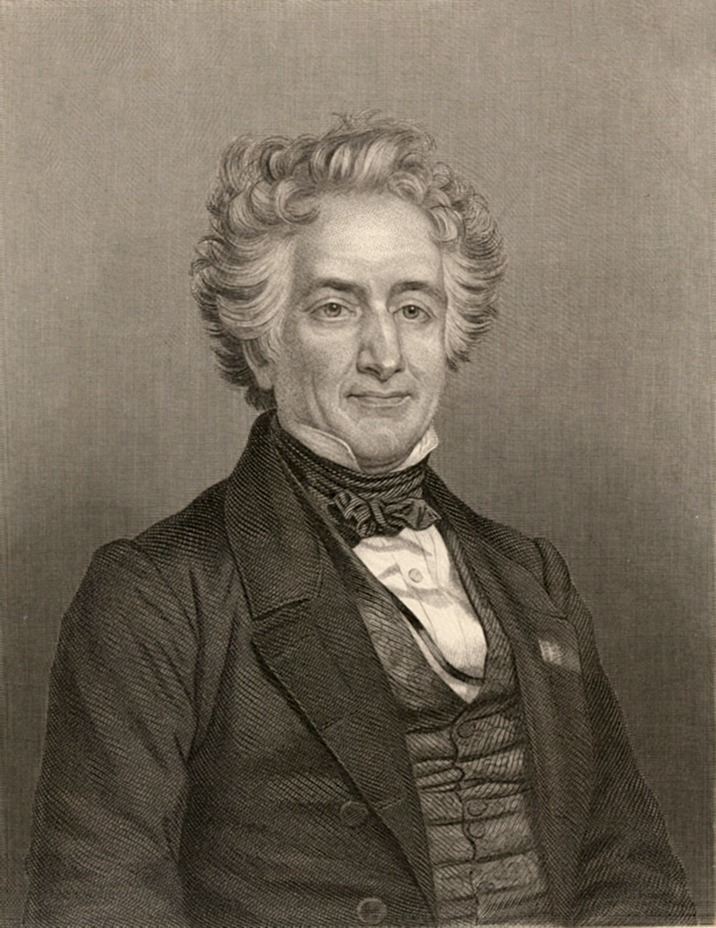
Michel-Eugène Chevreul.

La rue tient son nom de Michel-Eugène Chevreul (1786-1889), chimiste français, directeur du Muséum national d'histoire naturelle.

## Historique
La rue est ouverte en 1881 sous le nom de « rue Félix-Hurez », du nom d'un ancien propriétaire, puis prend sa dénomination actuelle par arrêté du 24 janvier 1884.

## Bâtiments remarquables et lieux de mémoire
- No 8 : L’Association des Amis d’Arsène Lupin (A.A.A.L.) avait son siège social à cette adresse vers 1988[2].